# Lübecker Militär (1814–1867)

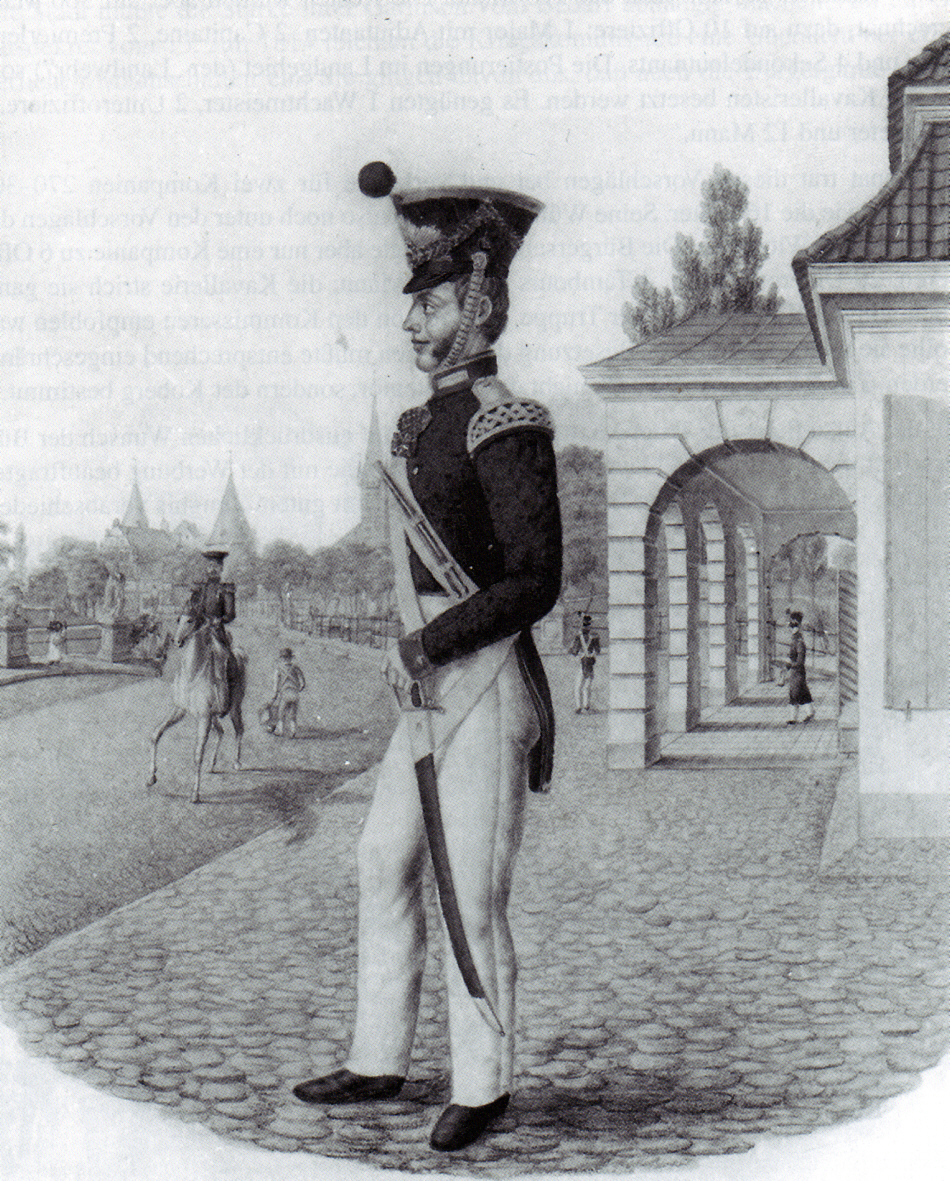
Trommler an der Holstentor-Wache, 1840

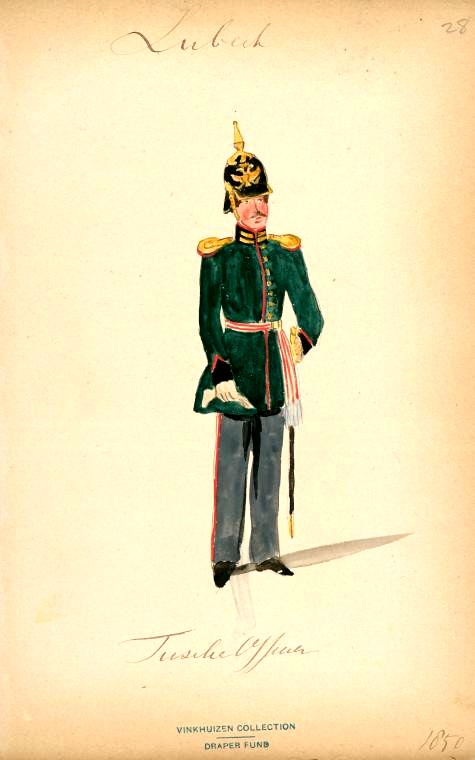
Lübecker Offizier mit Pickelhaube, 1850

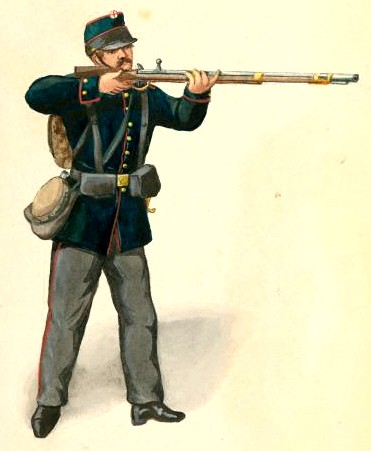
Lübecker Soldat, 1866

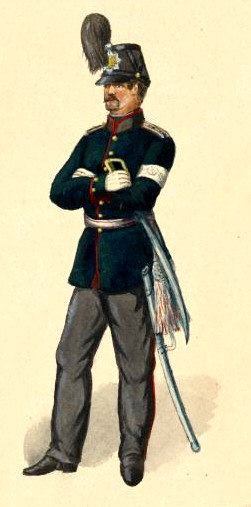
Lübecker Offizier, 1866

Im Zuge der Wiederherstellung Lübecks als souveränem Staat durch den Wiener Kongress erlangte die Stadt auch die Wehrhoheit zurück, die sie 1811 bei der Eingliederung ins Kaiserreich Frankreich verloren hatte. Entsprechend stellte Lübeck wieder eigene Streitkräfte auf.
Das reguläre Lübecker Militär war zunächst eine reine Berufsarmee von Freiwilligen. Die Kerntruppe bestand anfangs aus ehemaligen Angehörigen der Hanseatischen Legion, die sich nach Auflösung dieses Verbandes für eine Dienstverpflichtung in Lübecker Sold entschieden hatten. Parallel zum regulären Militär bestand bis 1867 auch die milizartige Bürgergarde, in der theoretisch jeder erwachsene männliche Lübecker Bürger Dienst leisten musste.

## Geschichte
Das Militär wurde Ende November 1814 aufgestellt, wobei nur mit gutem Zeugnis verabschiedete Angehörige der Hanseatischen Legion angenommen wurden. Auf die Nachricht von Napoleons Rückkehr von Elba stellte Lübeck gemeinsam mit Hamburg und Bremen am 29. März 1815 eine Hanseatische Brigade auf; ein großer Teil des städtischen Militärs wurde in das Lübecker Kontingent des Verbandes eingegliedert und rückte am 12. Juni zum Feldzug aus, gelangte jedoch nicht mehr zum Kampfeinsatz, da der Krieg vorher endete. Die Truppe kehrte am 29. Januar 1816 in die Stadt zurück.
Mit der Kriegsverfassung des Deutschen Bundes, die 1821 erlassen wurde, kamen neue militärische Anforderungen auf Lübeck zu. Die Festlegung, dass ein Prozent der Bevölkerung jedes Bundesstaates unter Waffen stehen sollte, ging einher mit der grundsätzlichen Verpflichtung, die allgemeine Wehrpflicht einzuführen. Die regulären Streitkräfte mussten in die Heeresorganisation des Deutschen Bundes eingebunden werden. Die Umsetzung dieser Vorgaben wurde jedoch in Lübeck, wie auch in vielen anderen Staaten des Deutschen Bundes, ohne besondere Eile vorgenommen. Erst 1831 wurde in Lübeck die Wehrpflicht festgeschrieben, der alle Männer zwischen dem 21. und 25. Lebensjahr unterlagen; es war jedoch zulässig, einen Stellvertreter die Dienstpflicht ableisten zu lassen. Seit 1832 wurde das Lübecker Militär offiziell als Bundeskontingent bezeichnet und bildete im Bundesheer zusammen mit den Kontingenten Hamburgs, Bremens und des Großherzogtums Oldenburg eine Brigade, die dem X. Bundesarmeekorps zugeordnet war und eine Sollstärke von 5.019 Mann hatte.
Am 24. Mai 1848 rückte das Lübecker Kontingent aus, um am Bundeskrieg gegen Dänemark teilzunehmen, und kehrte am 14. September wieder zurück, nachdem es nur sporadisch Feindberührung gehabt hatte. Am Deutsch-Dänischen Krieg von 1864 hatte das Lübecker Militär keinen aktiven Anteil.
1866 stellte sich Lübeck im Preußisch-Österreichischen Krieg auf die Seite Preußens und stellte, wie auch Hamburg, Bremen und Oldenburg, seine Streitkräfte unter preußischen Oberbefehl. Das Kontingent verließ Lübeck am 18. Juli und schloss sich der Mainarmee des Generals Edwin von Manteuffel an. An Kampfhandlungen hatten die Lübecker Soldaten keinen Anteil. Bereits am 18. September trafen sie wieder in der Stadt ein.
Nachdem Lübeck Teil des Norddeutschen Bundes geworden war, schloss die Stadt am 3. Mai 1867 eine Militärkonvention mit Preußen ab. Es wurde festgelegt, dass Preußen fortan gegen finanziellen Ausgleich sämtliche militärischen Verpflichtungen Lübecks übernahm. Die Lübecker Streitkräfte wurden aufgelöst, ihren Angehörigen wurde freigestellt, den Dienst bei der preußischen Armee fortzuführen. Lübecker Wehrpflichtige sollten fortan im Infanterie-Regiment Nr. 76 dienen, das dauerhaft nach Lübeck verlegt wurde und fortan den Beinamen 2. Hanseatisches Infanterie-Regiment trug.

## Zusammensetzung und Stärke
Von 1815 bis 1834 betrug die Friedensstärke der Lübecker Streitkräfte rund 300 Mann. Zwischen 1834 und 1851 war die Sollstärke entsprechend der Bundeskriegsverfassung auf 478 Infanteristen (davon 52 Mann Ersatz) und 88 Kavalleristen (davon 11 Mann Ersatz) festgelegt; tatsächlich unter Waffen standen 1844 jedoch nur 318 Infanteristen und 56 Kavalleristen.
Die 1835 aufgestellte Kavallerieeinheit wurde schon 1848 auf 14 Mann verkleinert und 1857 komplett aufgelöst.
1853 lag die Sollstärke des Lübecker Heeres bei 679 Mann; tatsächlich aktiv waren nur 572.
Artillerie unterhielt Lübeck nicht; die entsprechenden Verpflichtungen innerhalb des Deutschen Bundes hatte gegen einen finanziellen Ausgleich Oldenburg übernommen.

## Uniformierung
Die Farbe der Lübecker Uniformen war, wie in den anderen beiden Hansestädten Hamburg und Bremen, grün mit roten Kragen und Aufschlägen. Der Schnitt des Uniformrocks änderte sich mit der Zeit; anfangs war er frackartig geschnitten, wurde aber 1843 durch den Waffenrock preußischen Typs ersetzt.
Die Kopfbedeckung war ursprünglich ein schwarzer Tschako, ab 1843 dann die Pickelhaube. 1866 erfolgte noch ein Wechsel zum Käppi.